# Delfina Frers
Delfina Frers (Ciudad de Buenos Aires, 25 de junio de 1960) es una exmodelo y expiloto de automovilismo argentina. Compitió en TC 2000. En 2013 fue candidata a diputada nacional por el partido Compromiso Federal de San Luis.

## Biografía
Nació en 1960, hija del diseñador de barcos Germán Frers. En los años 1980 militó en la UCeDé. En esa época fue supermodelo de alta costura en Buenos Aires. Estuvo casada con el estanciero y empresario agrícola, proveniente de una de las familias más tradicionales y ricas de la Argentina, Eduardo Blaquier Nelson, (hijo de Magdalena Nelson de Blaquier y del Presidente de la Sociedad Rural Argentina, Juan José Silvestre Blaquier). Con él tuvo a su hija, la modelo Delfina Blaquier (esposa de Ignacio Figueras),  y los mellizos, el escultor Eduardo Blaquier, y  Elina Blaquier Frers, todos primos de Ginette Reynal.
Fue piloto de automovilismo, de helicóptero y luego se decidió por el ciclismo. Como corredora fundó "El club de las mujeres tuercas", cuyo lema era "debajo del casco no hay género". Corrió en TC 2000 entre 1997 y 2000 en varios equipos independientes y, esporádicamente, en Top Race y Fiat Linea Competizione. También fue directora y organizadora del Tour Femenino de San Luis.
En 2013 fue candidata a diputada nacional por el partido Compromiso Federal de la provincia de San Luis.
Es una personalidad que siempre aparece en las revistas participando de la vida social de Buenos Aires.

## Resultados

### Turismo Competición 2000
| Año  | Equipo                   | Auto           | 1     | 2     | 3     | 4     | 5     | 6    | 7     | 8     | 9      | 10  | 11      | 12    | 13    | 14     | 15     | 16     | 17    | 18    | 19     | 20     | 21     | 22     | 23    | 24    | 25    | 26    | 27     | 28     | Res. | Puntos |
| ---- | ------------------------ | -------------- | ----- | ----- | ----- | ----- | ----- | ---- | ----- | ----- | ------ | --- | ------- | ----- | ----- | ------ | ------ | ------ | ----- | ----- | ------ | ------ | ------ | ------ | ----- | ----- | ----- | ----- | ------ | ------ | ---- | ------ |
| 1997 |                          |                | RAF I | RAF I | RC I  | RC I  | POS   | POS  | SJU I | SJU I | PAR    | PAR | GR      | GR    | BB I  | BB I   | SJU II | SJU II | RC II | RC II | NDJ    | NDJ    | MZA    | MZA    | BB II | BB II | TRE   | TRE   | RAF II | RAF II | -    | 0      |
| 1997 | Crespi Competición       | Ford Escort V  |       |       |       |       | 16    | Ret  | 12    | 12    | 11     | 16  | 16      | 13    | 21    | 16     | 17     | 14     | 20    | 20    |        |        |        |        |       |       |       |       |        |        | -    | 0      |
| 1997 | Junior Menem Competición | Fiat Tempra    |       |       |       |       |       |      |       |       |        |     |         |       |       |        |        |        |       |       | 16     | Ret    | Ret    | 19     |       |       |       |       |        |        | -    | 0      |
| 1998 |                          |                | AG I  | AG I  | MDP I | MDP I | RC I  | RC I | SJU I | SJU I | OLA    | OLA | GR      | GR    | PAR I | PAR I  | BA     | BA     | BB    | BB    | SJU II | SJU II | MDP II | MDP II | RC II | RC II | AG II | AG II | PAR II | PAR II | 21°  | 12     |
| 1998 | Belloso Competición      | Ford Escort VI |       |       |       |       | 11    | Ret  | Ret   | NL    | 13 (7) | Ret | 22 (14) | 7     | Ret   | NL     | 12     | 8      | 14    | 16    | 18†    | Ret    | 13     | Ret    | 21    | 10    | Ret   | Ret   | 16     | Ret    | 21°  | 12     |
| 2000 |                          |                | RC I  | TRE   | AG    | SJU I | PAR I | OBE  | BB    | RAF   | BA I   | SJO | SJU II  | RC II | BA II | PAR II |        |        |       |       |        |        |        |        |       |       |       |       |        |        | -    | 0      |
| 2000 | Pierandrei Team          | Honda Civic VI |       |       | 11    | 15†   |       |      |       |       |        |     |         |       |       |        |        |        |       |       |        |        |        |        |       |       |       |       |        |        | -    | 0      |

#### Clase Light
| Año  | Equipo                   | Auto          | 1     | 2     | 3    | 4    | 5   | 6   | 7     | 8     | 9   | 10  | 11 | 12 | 13   | 14   | 15     | 16     | 17    | 18    | 19  | 20  | 21  | 22  | 23    | 24    | 25  | 26  | 27     | 28     | Res. | Puntos |
| ---- | ------------------------ | ------------- | ----- | ----- | ---- | ---- | --- | --- | ----- | ----- | --- | --- | -- | -- | ---- | ---- | ------ | ------ | ----- | ----- | --- | --- | --- | --- | ----- | ----- | --- | --- | ------ | ------ | ---- | ------ |
| 1997 |                          |               | RAF I | RAF I | RC I | RC I | POS | POS | SJU I | SJU I | PAR | PAR | GR | GR | BB I | BB I | SJU II | SJU II | RC II | RC II | NDJ | NDJ | MZA | MZA | BB II | BB II | TRE | TRE | RAF II | RAF II | 5°   | 192    |
| 1997 | Crespi Competición       | Ford Escort V |       |       |      |      | 3   | Ret | 3     | 2     | 1   | 2   | 4  | 2  | 6    | 3    | 2      | 1      | 4     | 4     |     |     |     |     |       |       |     |     |        |        | 5°   | 192    |
| 1997 | Junior Menem Competición | Fiat Tempra   |       |       |      |      |     |     |       |       |     |     |    |    |      |      |        |        |       |       | 3   | Ret | Ret | 5   |       |       |     |     |        |        | 5°   | 192    |

#### Copa TC 2000
| Año  | Equipo          | Auto           | 1    | 2   | 3  | 4     | 5     | 6   | 7  | 8   | 9    | 10  | 11     | 12    | 13    | 14     | Res. | Puntos |
| ---- | --------------- | -------------- | ---- | --- | -- | ----- | ----- | --- | -- | --- | ---- | --- | ------ | ----- | ----- | ------ | ---- | ------ |
| 2000 |                 |                | RC I | TRE | AG | SJU I | PAR I | OBE | BB | RAF | BA I | SJO | SJU II | RC II | BA II | PAR II | 10°  | 18     |
| 2000 | Pierandrei Team | Honda Civic VI |      |     | 4  | 5†    |       |     |    |     |      |     |        |       |       |        | 10°  | 18     |